# Nabawiyya Musa
Nabawiyya Musa (en árabe: نبوية موسى‎) (Zaqaziq- 17 de diciembre de 1886- Alejandría, 30 de abril de 1951) fue una nacionalista y feminista egipcia que defendió y promulgó el derecho de las mujeres de su país a una educación.

## Juventud
Nabawiyya Musa nació el 17 de diciembre de 1886 en una ciudad del delta del Nilo llamada Zaqaziq. Su padre fue un oficial del ejército egipcio al que nunca llegaría a conocer ya que falleció meses antes de su nacimiento en una expedición en Sudán. Su madre era una ama de casa iletrada que tuvo que vivir con la pensión de su marido. Una vez viuda decidió mudarse al Cairo con sus dos hijos para que el hermano de Musa pudiese ir al colegio y después ingresar en la academia militar de la ciudad. Musa, por su parte, ingresó en la escuela de primaria Abbasiyya. Al acabar su formación elemental dentro de ese centro, Musa quería continuar con su formación, no obstante, se encontró con la negativa de su familia para proseguir porque no estaba bien visto en esa época. A pesar de estas dificultades, Musa puso todo su empeño en continuar su formación y consiguió ingresar en la Escuela de Secundaria Saniyya y aprobarla. Tras acabar sus estudios secundarios empezó a trabajar como profesora de la escuela primaria en la que ella misma había sido alumna. En el centro en el que trabajaba sus compañeros hombres poseían un salario más elevado por desempeñar el mismo trabajo que ella, a lo que la administración se justificaba con que ellos poseían el título de Baccalaureate. Musa indignada por la situación decidió presentarse al examen del Baccalaureate, con muchas dificultades para obtener el permiso del Ministerio de Educación. Como no había escuelas gubernamentales para mujeres para la obtención del título, Musa tuvo que estudiarse el examen de manera privada. Fue la primera mujer egipcia en conseguir aprobar este examen, y ninguna otra lo haría hasta 1928. Por último, Musa quiso entrar en la recién inaugurada Universidad de El Cairo, pero no se la permitiría entrar ya que era solo para hombres.

## Profesional de la Educación
Después del rechazo sufrido en su intento de entrar en la universidad, Musa pudo dar clase en la sección a mujeres de este mismo centro. En 1909, gracias al título de Baccalaureate, Musa fue la primera mujer en convertirse en directora de un colegio egipcio, la Escuela de niñas de Fayyum. No obstante, solo duraría un año en ese puesto ya que tuvo problemas con el gobernador de la ciudad y fue trasladada a la Facultad de Formación de Profesoras en Mansura donde permaneció de 1910 a 1914. Aunque estuvo más tiempo que en su puesto anterior, Musa que desempeñaba la función de ayudante de directora del colegio, también tendría problemas con su superiora británica y volvería a trasladarse. En 1916, asumió el cargo de la Facultad de Formación de Profesoras en Alejandría hasta 1924. Posteriormente, se convertiría en inspectora de educación. En 1926, sería expulsada como inspectora después de realizar públicamente duras críticas al sistema educativo gubernamental y denunciar el acoso sexual sufrido. En 1926, cansada de las trabas administrativas, tuvo la iniciativa de movilizar a un grupo de mujeres con alto poder adquisitivo para que formasen la Sociedad para el Avance de Mujeres Jóvenes para financiar la creación de escuelas primarias para niñas. Hubo divisiones dentro de esta sociedad por el control del presupuesto, así que finalmente Musa tuvo que pedir ayuda financiera a Huda Sha'rawi. Finalmente, fundó su propia institución privada para mujeres con la Escuela de Primaria Tarquiyat al-Fatah y la Escuela de Secundaria Banat al-Ashraf. Estas dos escuelas situadas en el Cairo tuvieron mucha popularidad y Musa estuvo al frente de la institución hasta 1942 cuando fue detenida y se emitió una orden para cerrar sus instituciones. El motivo de su detención fue por criticar al primer ministro Nahhas Pasha por acomodarse a las necesidades de los británicos por la guerra. Musa contrató a un abogado pro-feminsita Murqus Fahmi que la ayudó a ganar el caso en los tribunales. Uno de los argumentos que usaron para defender la integridad de Musa fue que la esposa del primer ministro había sido alumna de Musa en una de sus escuelas. Finalmente, Musa decidió retirarse de la vida pública y falleció en Alejandría en 1951.

## Escritora
Durante su vida Musa le dedicó tiempo a la escritura. Publicó sus memorias en una columna llamada Dhikriyyati (Mis memorias), de manera periódica en "Majallat al-fata" (Revista para mujeres jóvenes) que ella misma había fundado. Recogió todas sus publicaciones en un libro y lo público con el nombre de Ta’rikhi bi-qalami (Mi Historia de mi bolígrafo). Su libro más importante para el feminismo fue La mujer y el trabajo de 1920. 

## Movimiento Feminista
Nabawiyya Musa estuvo involucrada en el movimiento feminista desde muy joven. En sus libros publicados no utilizaba la jerga feminista, sin embargo sus ideas concuerdan con las del movimiento.  Dedicó toda su vida a defender los derechos de las mujeres a una educación. Fue miembro del Movimiento Feminista Egipcio fundado por Huda Sha’rawi, pero a diferencia de esta última que pertenecía a la clase alta, Musa por su parte era de clase media. Viajó junto a Huda Sha'arawi y Siza a la Conferencia Internacional de la Alianza Internacional de Mujeres en 1923. En su trabajo como escritora, Musa abordó con sus libros la cuestión sobre las diferencias entre hombres y mujeres, que estaba muy de moda en esa época. Ella rechazaba la idea de que hubiese diferencias inherentes entre ambos, defendía que todas esas diferencias se debían a la construcción social. Argumentaba que esas mujeres debían tener el derecho a una formación superior para poder escapar de esa situación de inferioridad. Musa también interpreta que un trabajo apropiado es una forma de liberar a la mujer. Es especialmente sensible con la situación de las mujeres con bajo nivel adquisitivo que se ven forzadas a trabajar en puestos de servidumbre y son explotadas sexual y económicamente. Musa opinaba que el argumento que decía que el islam no permitía a las mujeres trabajar era fruto de la ignorancia. A continuación, se puede una reflexión de Musa acerca del tema en cuestión:
“Es injusto comparar la mente de un hombre urbanita con la de su mujer ¿cómo se puede comparar la mente de un hombre instruido y con experiencia que se ha desarrollado a sí mismo, con la de su mujer que ha sido descuidada desde su infancia? Su mente se ha vuelto oxidada por falta de uso… Sus habilidades reprimidas y se la ha protegido de las experiencias de la vida antes de que su mente se desarrollase de manera natural”
En esta cita, se puede extraer la conclusión que saca Musa comparando hombres y mujeres. La autora ve injusto comparar a un hombre, al que se le ha formado intelectualmente durante su vida, con una mujer que no ha tenido esa suerte. Es por ello por lo que Musa ponía tanto hincapié en la formación de las mujeres y se convirtió en un símbolo en Egipto.  Musa creía que extender la educación entre las mujeres era la mejor forma de activismo nacionalista y con más impacto transcendental. En relación con el nacionalismo, no impulsaba a sus alumnas a acudir a las manifestaciones nacionalistas porque las educaba en el decoro y la modestia, y ahí iban a coincidir con los estudiantes hombres que no poseían ninguna de las dos cualidades.